# Ziua morților

Ziua morților în cimitirul "Hajongard" din Cluj-Napoca

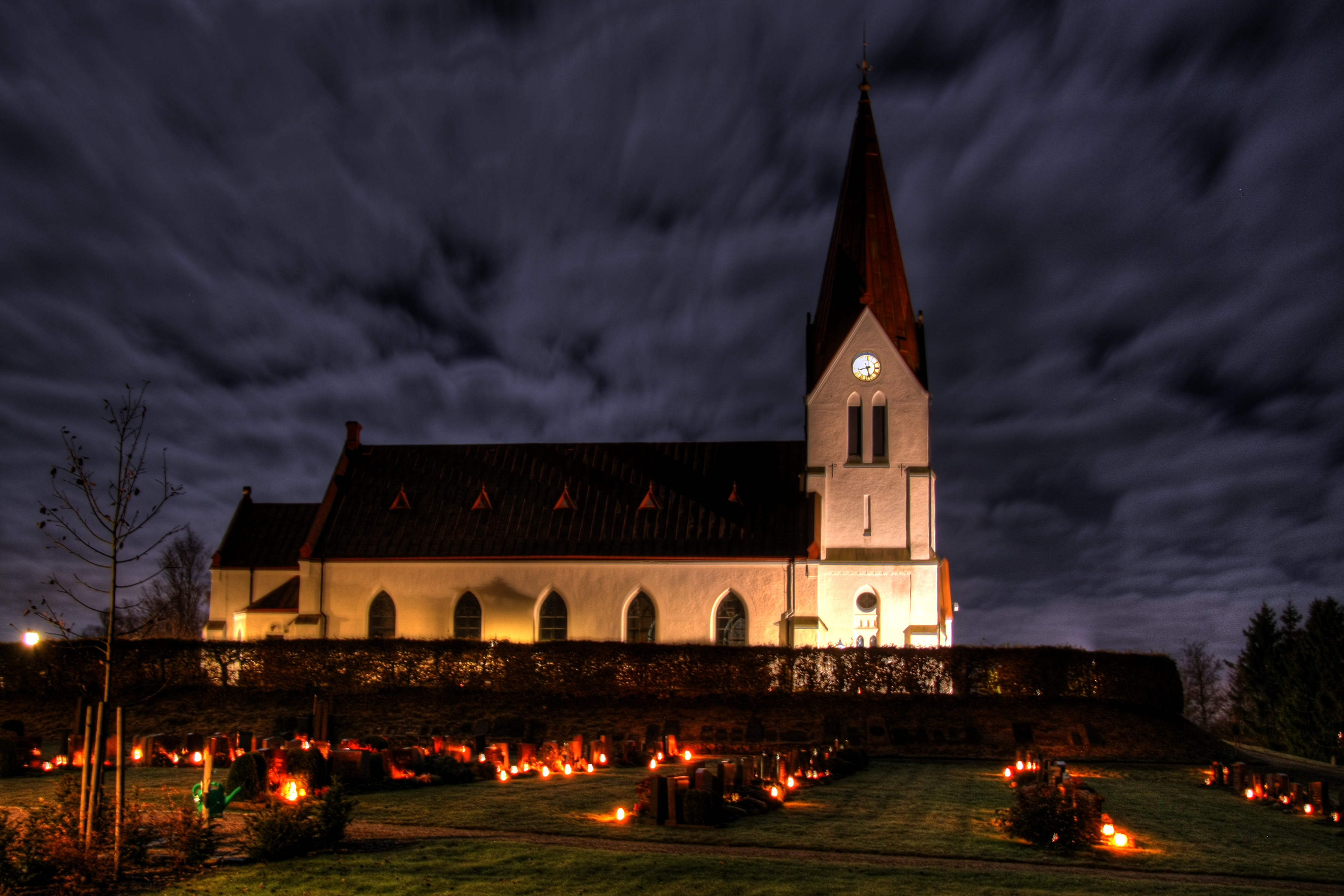
Ziua morților în cimitirul bisericii luterane din localitatea suedeză Röke

Ziua morților sau luminația (în latină : commemoratione omnium fidelium defunctorum, adică „pomenirea tuturor credincioșilor răposați”) este sărbătorită în calendarul romano-catolic în data de 2 noiembrie, a doua zi după Sărbătoarea Tuturor Sfinților. Mai demult, ziua morților era reportată pe 3 noiembrie, dacă 2 noiembrie cădea într-o zi de duminică (la forma extraordinară a ritului roman). E oarecum identică sărbătorii omonime mexicane.

## Semnificație
În lumea apuseană, sărbătorirea luminației începe după vesperele (vecernia) din seara zilei de 1 noiembrie. În această zi, creștinii își cinstesc și îngrijesc mormintele celor trecuți la cele veșnice. Credincioșii merg la cimitir, curăță mormintele și le înfrumusețează cu flori și lumânări aprinse, în amintirea celor care i-au însoțit pe drumul vieții. În plus, se înalță rugăciuni particulare și la liturghie pentru sufletele răposaților și cinstirea acelora care au murit în prietenia sau în pacea lui Hristos.

## Pomenirea morților în bisericile ortodoxă și greco-catolică
În bisericile ortodoxă și greco-catolică, ziua săptămânală pentru pomenirea generală a celor adormiți este sâmbăta. Din toate sâmbetele unui an bisericesc, două sunt consacrate în chip special pomenirii generale a morților: sâmbăta dinaintea Duminicii Lăsatului de sec de carne și sâmbăta dinaintea Pogorârii Duhului Sfânt. Ele mai sunt cunoscute sub denumirea de "Moșii (de iarnă și de vară)".
Sâmbăta lui Lazăr, care precede Floriile, este o zi în care se pomenesc cei răposați, în cimitire.
În Transilvania și Banat, credincioșii ortodocși și greco-catolici fac Pomenirea celor adormiți / Luminația în ziua de 1 noiembrie, la biserică, iar la cimitir în după-amiaza sau în seara aceleiași zile.